# Festa della Libertà (Sudafrica)
La festa della libertà (in inglese Freedom Day, in afrikaans Vryheidsdag) è una festività sudafricana che annualmente viene attuata per ricordare il conseguimento della democrazia e il terminare dell'apartheid, grazie soprattutto al decisivo contributo del politico sudafricano Nelson Mandela. La festività cade il 27 aprile, che è la data dell'elezione del 1994, la prima in cui tutti i membri di ogni etnia hanno potuto votare. La festa è la più importante delle feste nazionali del Sudafrica.